# Challenger de Antofagasta 2023
El torneo Challenger de Antofagasta 2023 fue un torneo de tenis que perteneció al ATP Challenger Tour 2023 en la categoría Challenger 100. Se trató de la 1.ª edición; el torneo tuvo lugar en la ciudad de Antofagasta (Chile), desde el 18 al 24 de septiembre.

## Jugadores participantes del cuadro de individuales
| Favorito | País                 | Jugador                 | Rank1 |
| -------- | -------------------- | ----------------------- | ----- |
| 1        | Bandera de Argentina | Juan Manuel Cerúndolo   | 91    |
| 2        | Bandera de Chile     | Tomás Barrios Vera      | 114   |
| 3        | Bandera de Chile     | Alejandro Tabilo        | 124   |
| 4        | Bandera de Argentina | Genaro Alberto Olivieri | 138   |
| 5        | Bandera de Bolivia   | Hugo Dellien            | 141   |
| 6        | Bandera de Argentina | Facundo Bagnis          | 144   |
| 7        | Bandera de Argentina | Francisco Comesaña      | 150   |
| 8        | Bandera de Italia    | Luciano Darderi         | 177   |

- 1 Se ha tomado en cuenta el ranking del 11 de septiembre de 2023.

### Otros participantes
Los siguientes jugadores recibieron una invitación (wild card), por lo tanto ingresan directamente al cuadro principal (WC):
- Tristan Boyer
- Viktor Durasovic
- Eduardo Ribeiro

Los siguientes jugadores ingresan al cuadro principal tras disputar el cuadro clasificatorio (Q):
- Pedro Boscardin Dias
- Tomás Farjat
- Gilbert Klier Júnior
- Facundo Mena
- Ignacio Monzón
- Pedro Sakamoto

## Campeones

### Individual Masculino
- Camilo Ugo Carabelli derrotó en la final a  Tristan Boyer 3–6, 6–1, 7–5.

### Dobles Masculino
- Boris Arias /  Federico Zeballos derrotaron en la final a  Luciano Darderi /  Murkel Dellien, 5–7, 6–4, [10–8].